# Адельсон и Сальвини
«Адельсон и Сальвини» (итал. Adelson e Salvini ) — первая опера Винченцо Беллини: полукомическая опера в двух актах. Автор либретто — Андреа Леоне Тоттола.
Премьера оперы состоялась в феврале 1825 года (возможно, 12-го числа) в театре консерватории Сан-Себастьяно в Неаполе. В ролях и в оркестре на премьере были задействованы студенты той же консерватории. Возрождение оперы в наше время произошло 6 ноября 1985 года в Метрополитен-театре (итал. Teatro Metropolitan) в Катании.
В последующие годы Беллини глубоко переработал партитуру, сократив количество актов с трёх до двух, заменив разговорные диалоги речитативами. Это единственное произведение, в котором композитор использует сухие речитативы. Новая версия оперы была закончена в 1828 году. Она предназначалась для Театра дель Фондо (сейчас театр Меркаданте) в Неаполе, но в XIX веке ни разу не была исполнена. Дебют новой версии состоялся 23 сентября 1992 года в театре Массимо Беллини (Катания). Партитура была отредактирована и подготовлена катанским музыковедом Доменико Де Мео (Domenico De Meo).

## Сюжет
Действие происходит в Ирландии в XVIII веке.

### Акт I
Путешествующий лорд Адельсон принимает в своем замке свою подругу-сироту, на которой собирается жениться, Нелли и своего друга Сальвини, итальянского художника. Сальвини влюблен в Нелли и также тайно любим Фанни, молодой ирландкой, которой он дает уроки живописи.
Полковник Страли, дядя Нелли, объявленный вне закона несколько лет назад отцом Адельсона, договаривается с Джеронио о том, чтобы попытаться во второй раз похитить свою племянницу и отомстить семье Адельсона.
Сальвини, разрываясь между своей любовью к Нелли и дружбой с Адельсоном, размышляет о самоубийстве, а его неаполитанский слуга Бонифачо пытается утешить его причудливыми рассуждениями.
Адельсон передал своему другу Сальвини письмо для своей невесты Нелли, но тот никак не решится его ей отдать. Наконец, решение принято, но когда Нелли просит его прочитать письмо вслух, Сальвини сообщает ей роковую новость: по воле дяди Адельсон вынужден жениться на дочери герцога, разрывая помолвку. От охвативших её чувств Нелли теряет сознание, а когда приходит в себя, то обнаруживает себя в объятьях Сальвини. Она отталкивает его.
Адельсон возвращается в замок, встреченный большим торжеством, но удивляется, что не видит своего друга-художника среди своих гостей.

### Акт II
Всё готово к свадьбе  Адельсона и Нелли, однако отсутствие друга беспокоит Адельсона. Он находит Сальвини, который собирается выстрелить в себя. Адельсон останавливает Сальвини и приходит к выводу, что причиной его отчаяния является любовь. Он предлагает ему руку Фанни. Сальвини же решает, что Адельсон предложил ему руку Нелли и горячо благодарит друга (Oh raro! oh generoso esempio di amistà! (в первой версии). Во второй версии Адельсон и Сальвини вместе поют, прославляя свою дружбу: Perfino alla morte Uniti saremo, Qual sfasi la sorte Comune sarà!).
Когда Сальвини остается один, к нему подходит Страли. Страли намеревается воспользоваться страстью Сальвини к Нелли, чтобы осуществить свои преступные планы. Страли сообщает Сальвини, что Адельсон на самом деле уже тайно женат на Миледи Артур и что его обещание жениться на Нелли - это всего лишь обман искусного соблазнителя. Сальвини возмущен поведением друга. Страли предлагает Сальвини помочь выкрасть Нелли и обещает отдать ему руку Нелли.
Адельсон, Бонифачо, Мадам Риверс, Фанни, Нелли, Сальвини встретились на площади. Во второй версии оперы здесь добавляется сцена, в которой разрешается недоразумение и Сальвини узнает, что Адельсон предложил ему руку Фанни, а не Нелли. Далее действие и в первой и во второй версиях происходят похоже.
На территории замка вспыхивает пожар, устроенный Страли. Адельсон, Бонифачо, Мадам Риверс, Фанни уходят, чтобы потужить пожар. Адельсон оставляет Нелли на попечение Сальвини. В это время появляются Страли и Джеронио. Сальвини рассказывает Нелли, то, что ему рассказал  Страли о женитьбе Адельсона. Нелли понимает обман и сообщает Сальвини, что тот невольно стал его соучастником. Страли похищает Нелли. Сальвини остается ни с чем и устремляется вслед за удалившимся Страли.
Потушив пожар, Адельсон, Бонифачо, Мадам Риверс, Фанни возвращаются.
Слышен выстрел.
Версия первая:

Появляется Сальвини в крайнем унынии и сообщает, что Нелли мертва.
Версия вторая:

Появляется Сальвини ведя за руку Нелли. Он сообщает Адельсону, что понял свою ошибку, что он согласен и рад жениться на Фанни после своего возвращения. Это финал второй версии. Так же, как и в первой - все прославляют мир и любовь (Pace qui regni e Amor!).

### Финал первой версии (Акт III)
Адельсон судит Сальвини за убийство, не сообщив ему, что Нелли жива. Сальвини раскаиваясь, сообщает, как все было, про похищение Нелли полковником Страли и как Сальвини пытался его догнать, как тот выстрелил в Сальвини, но пуля не попала в него, а затем Сальвини увидел бездыханное тело Нелли. Сальвини готов к любому наказанию, но просит позволить ему увидеть тело Нелли.
По сигналу Адельсона занавес открывается и за ним живая Нелли в окружении Фанни и Мадам Риверс. Сальвини раскаивается в своем замысле против друга. Адельсон прощает его.
Опера заканчивается прославлением Любви и мира.
Pace qui regni e Amor! (Здесь царит мир и Любовь)

## Роли
| Роль                                       | Голос      | Исполнители (премьера в феврале 1825 года) |
| Нелли, сирота                              | сопрано    | Джиачинто Маррас                           |
| Фанни, молодая служанка Адельсона          | контральто |                                            |
| Мадам Риверс, гувернантка в доме Адельсона | контральто | Луиджи Ротеллини                           |
| Сальвини, друг Адельсона                   | тенор      | Леонардо Перуджини                         |
| Лорд Адельсон                              | баритон    | Антонио Мацци                              |
| Страли, дворянин, объявленный вне закона   | бас        | Таламо                                     |
| Бонифачо, слуга Сальвини                   | бас        | Джузеппе Руджеро                           |
| Джеронио, доверенное лицо Страли           | бас        | Чотола                                     |
| Хор, слуги, крестьяне                      |            |                                            |

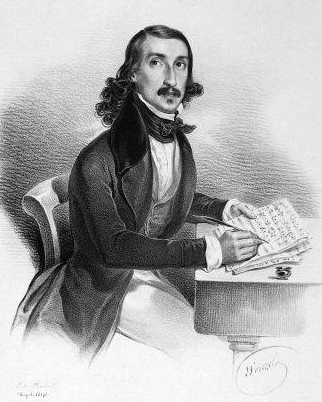
Джиачинто Маррас

Как женские, так мужские роли были исполнены юношами. Все исполнители были товарищами Беллини по учёбе, студентами класса пения Джироламо Крешентини.
Оркестром руководил концертмейстер первых скрипок, а сам оркестр тоже состоял из студентов.